# ایستگاه میاموتو موساشی
ایستگاه میاموتو موساشی (به ژاپنی: 宮本武蔵駅, Miyamoto-Musashi-eki)، ایستگاه قطار راه‌آهن مسافربری واقع در شهر میماساکا، اوکایاما، استان اوکایاما، ژاپن است این ایستگاه نام خود را از جنگجوی معروف میاموتو موساشی گرفته است که (طبق یک نظریه) در همان نزدیکی به دنیا آمد.